# 仙石久英
仙石 久英（せんごく ひさひで、1895年（明治28年）7月5日 - 1960年（昭和35年）10月13日）は、昭和期の政治家、華族。貴族院子爵議員。

## 経歴
旧出石藩主家嗣子・仙石政敬の長男として生まれる。父の死去に伴い家督を相続し、1935年（昭和10年）11月15日、子爵を襲爵した。
学習院高等科を経て、1921年（大正10年）3月、京都帝国大学法学部政治学科を卒業。1925年（大正14年）日本郵船に入社した。
1939年（昭和14年）7月10日、貴族院子爵議員に選出され、研究会に属して活動し1947年（昭和22年）5月2日の貴族院廃止まで1期在任した。墓所は多磨霊園(12-1-5-17)。

## 親族
- 母 素子（もとこ、久邇宮朝彦親王六女）[1][4]
- 妻 喜美子（三条公美長女）[1]
- 長男 政恭（まさやす）[1]
- 長女 阿幾子（あきこ、重田万蔵夫人）[1]